# 颱風沙德爾 (2020年)
颱風沙德爾（英語：Typhoon Saudel，國際編號：2017，聯合颱風警報中心：WP192020，菲律賓大氣地球物理和天文管理局：Pepito）是2020年太平洋颱風季第17個被命名的風暴。「沙德爾」一名由密克羅尼西亞聯邦所提供，是波納佩島傳說中的將領蘇迪羅可靠的守衛和士兵。此名字第一次使用，取代於2015年在北馬里亞納群島、臺灣和中國大陸造成嚴重傷亡及破壞後被除名的蘇迪羅。

## 發展過程
10月16日，一個熱帶擾動在伊法利克環礁西南方生成，美國海軍研究實驗室給予擾動編號96W。
10月18日下午1時30分，聯合颱風警報中心將其評級提升為「中」。
10月19日凌晨2時，日本氣象廳將其升格為熱帶低氣壓。上午8時，日本氣象廳對其發布烈風警報。同時，台灣中央氣象局將其升格為熱帶性低氣壓，給予編號TD20；聯合颱風警報中心將其升格為熱帶低氣壓，給予熱帶氣旋編號19W ；中國國家氣象中心亦將其升格。下午2時，香港天文台將其升格為熱帶低氣壓。
10月20日上午8時，日本氣象廳將其升格為熱帶風暴，給予國際編號2017，並命名「沙德爾」。同時，台灣中央氣象局將其升格為輕度颱風。聯合颱風警報中心、中國國家氣象中心、香港天文台及澳門地球物理暨氣象局將其升格為熱帶風暴。菲律賓大氣地球物理和天文服務管理局於20日晚上11時發布消息稱，今年的第17號颱風“沙德爾”已於當晚9時以熱帶風暴強度登陸菲律賓呂宋島奧羅拉省卡西古蘭。
10月21日下午2時，日本氣象廳將其升格為強烈熱帶風暴。下午9時，香港天文台亦將其升格為強烈熱帶風暴。
10月22日上午8時，日本氣象廳將其升格為颱風。下午2時，台灣中央氣象局將其升格為中度颱風。同時，香港天文台亦將其升格為颱風。
10月24日8时，沙德爾减弱为强热带风暴。
10月26日凌晨2時，日本氣象廳將其降格為熱帶低氣壓。同時，聯合颱風警報中心對其發布最後警告。中國國家氣象中心宣佈沙德爾於凌晨3時30分在越南廣平省洞海市附近沿海登陸。晚上8時，日本氣象廳在天氣圖上移除該系統。
事後，日本氣象廳將其巔峰風速下調至65節（每小時120公里），氣壓上調至975百帕。

## 影響

### 菲律賓
菲律賓大氣地球物理和天文服務管理局於10月20日發出二號風暴信號。受風暴影響，奎松省多處出現洪水，超過六千人撤離。同時，大雨令當地出現數宗山泥傾瀉，情況輕微，部分道路一度受阻。

### 香港
當地發出之最高熱帶氣旋警告信號： 三號強風信號
受東北季候風影響，加上沙德爾進入距離香港600公里範圍，離岸及高地10月22日早上開始吹偏北強風。惟天文台未有發出任何熱帶氣旋警告信號或強烈季候風信號，直至下午5時40分才發出一號戒備信號，當時沙德爾集結在香港之東南偏南約590公里，並預料沙德爾當晚至翌早與香港維持500公里的距離，23日午夜前改發三號信號的機會較低。
天文台再於晚上8時45分表示沙德爾會繼續移近華南沿岸，與其相關強風會逐漸影響珠江口一帶，會在午夜後改發三號信號；其後於下午10時45分表示會在午夜至凌晨2時期間改發三號信號。天文台在10月23日凌晨12時20分改發三號強風信號，並表示強風會影響珠江口附近一帶，而香港高地會間中吹烈風，預料三號信號會在當日早上維持，當時沙德爾集結在香港之東南偏南約570公里。天文台在上午4時45分表示，除非沙德爾採取較接近香港的路徑移動或顯著增強，當日改發更高信號的機會較低，而沙德爾會在當日黃昏最接近香港，在香港以南500公里左右掠過，屆時香港會轉吹偏東風，風力會有所增強。由於同時受東北季候風影響，香港天氣乾燥及天色明朗，惟海面有大浪及湧浪，天文台特別呼籲市民遠離岸邊及停止所有水上活動。
當日日間香港普遍吹偏北風，由於地形屏蔽，加上沙德爾的雨帶未能接近香港，大部份地區的風力不大，只有離岸和高地持續受強風影響。天文台在下午4時45分表示當日黃昏後本港會轉吹偏東風，風力會有所增強，並預料三號信號會在當晚及翌日一段時間維持。沙德爾在晚上7時至9時最接近香港，在香港以南約490公里掠過。天文台在下午8時45分再次表示香港會逐漸轉吹偏東風，風力會有所增強，預料三號信號會在當晚及翌早維持，與其相關的烈風仍影響南海東北部。惟晚間香港逐漸轉吹東北風，普遍地區風力仍不大，只有高地吹強風。隨著沙德爾減弱及遠離，天文台在10月24日上午4時45分表示當日早上較後時間考慮改發一號信號或強烈季候風信號，以取代三號信號；其後在上午8時45分表示短期內會發出強烈季候風信號，以取代三號信號。隨著沙德爾逐漸減弱，並遠離香港，而東北季候風繼續影響香港，香港天文台在上午9時10分直接取消所有熱帶氣旋警告信號，隨即發出強烈季候風信號，當時沙德爾集結在香港之西南偏南約500公里。當日及翌日香港離岸及高地間中吹強風。天文台在10月25日下午1時取消強烈季候風信號。
風暴期間，天文台測風網絡8個參考自動氣象站有2個測得強風，三號信號不達標。長洲及流浮山測得之最高10分鐘平均風速分別為每小時42及41公里。在10月22日下午天文台尚未發出熱帶氣旋警告信號時，長洲及西貢錄得的最高10分鐘平均風速分別為每小時48及44公里。若包括此數據，8個參考自動氣象站便有3個測得強風，而該兩站的風速亦比熱帶氣旋警告信號生效期間更高。連同上述數據，長洲、西貢及流浮山測得最高10分鐘平均風速分別為每小時48、44及41公里。

### 澳門
當地發出之最高熱帶氣旋信號： 三號風球
澳門地球物理暨氣象局於10月20日表示，由于風暴路徑及強度仍存在變數，會密切監察其動向，如果沙德爾進入澳門800公里範圍，屆時可能考慮發出一號風球。10月21日，沙德爾進入澳門八百公里範圍，氣象局表示沙德爾對澳門威脅不大，暫不發出熱帶氣旋警告信號。10月22日，氣象局表示於當日稍後時間發出熱帶氣旋警告信號。同日傍晚6時，氣象局發出一號風球，當時颱風沙德爾集結在澳門東南偏南約590公里，並預料一號風球將維持至翌日清晨。並表示10月23日清晨至早上改發三號風球機會可能性為中等至偏高。氣象局晚上11時表示翌日清晨前視乎情況改發三號風球。10月23日上午5時，氣象局預告上午6時30分改發三號風球。上午6時30分，氣象局正式改發三號風球，當時沙德爾集結於澳門之東南偏南520公里，並預料三號風球將在上午維持，澳門風力將會增強。氣象局於上午11時表示預料三號風球將在日間維持；再於下午5時表示三號風球將在晚間維持；其後於晚上9時15分表示預料三號風球將維持至翌日清晨。氣象局在10月24日上午5時表示預料三號風球將在上午維持，並在上午7時15分表示隨後視乎風力情況，將考慮是否需改發強烈季候風信號；及後氣象局在上午10時宣佈，將於上午11時取消所有熱帶氣旋信號。沙德爾在上午9時至10時最接近澳門，在澳門以南約450公里掠過。氣象局在上午11時取消所有熱帶氣旋警告信號，當時沙德爾集結在澳門以南約470公里。
氣象局表示︰根據觀測資料顯示，普遍地區10月23日早上7時風力開始增強，個別地區如九澳和機場一帶曾錄得6級風力和8級陣風。

### 中國大陸
國家氣象中心發布之最高颱風預警信號： 颱風黃色預警信號

#### 海南省
海南省氣象局發佈之最高颱風預警信號： 颱風黃色預警信號
随着沙德爾的逼近，铁路部门决定对进出海南岛的旅客列车采取停运措施。三亚市自23日8时起，关闭蜈支洲岛旅游区、西岛海洋文化旅游区、大东海旅游区、亚龙湾海底世界，以及天涯海角游览区海上娱乐项目；全市所有景区景点于10月23日16时起暂停营业。

##### 三沙市
三沙市氣象台發佈之最高颱風預警信號： 颱風橙色預警信號

##### 海口市、三亞市
海口市及三亞市氣象台發佈之最高颱風預警信號： 颱風黃色預警信號

#### 廣東省

##### 江門市、茂名市、湛江市
江門市、茂名市及湛江市氣象台發佈之最高颱風預警信號： 颱風藍色預警信號

##### 深圳市
深圳市氣象台發佈之最高颱風預警信號： 颱風白色預警信號

##### 珠海市
珠海市氣象台發佈之最高颱風預警信號： 颱風藍色預警信號
珠海市氣象台於10月22日下午4時20分發佈颱風白色預警，10月23日早上起風勢增強到6-7級風速水平，外島更錄得8級陣風，及後於當日中午12時將颱風白色預警提升至颱風藍色預警。隨著沙德爾的遠離於10月24日上午11時30分解除所有颱風預警。

##### 中山市
中山市氣象台發佈之最高颱風預警信號： 颱風白色預警信號

## 熱帶氣旋警告使用紀錄

### 菲律賓
| 菲律賓大氣地球物理和天文服務管理局 風暴信號 | 菲律賓大氣地球物理和天文服務管理局 風暴信號 | 菲律賓大氣地球物理和天文服務管理局 風暴信號 |
| ------------------------------------------- | ------------------------------------------- | ------------------------------------------- |
| 上一熱帶氣旋                                | 一號風暴信號                                | 下一熱帶氣旋                                |
| 熱帶低氣壓                                  | 一號風暴信號                                | 颱風莫拉菲                                  |
| 颱風黃蜂                                    | 二號風暴信號                                | 颱風莫拉菲                                  |

### 中國大陸
| 国家气象中心 颱風預警信號 | 国家气象中心 颱風預警信號 | 国家气象中心 颱風預警信號 |
| ------------------------- | ------------------------- | ------------------------- |
| 上一熱帶氣旋              | 颱風藍色預警信號          | 下一熱帶氣旋              |
| 強熱帶風暴浪卡            | 颱風藍色預警信號          | 強颱風莫拉菲              |
| 強熱帶風暴浪卡            | 颱風黃色預警信號          | 颱風查帕卡                |

### 香港
| 香港天文台 熱帶氣旋警告信號 | 香港天文台 熱帶氣旋警告信號 | 香港天文台 熱帶氣旋警告信號 |
| --------------------------- | --------------------------- | --------------------------- |
| 上一熱帶氣旋                | 一號戒備信號                | 下一熱帶氣旋                |
| 熱帶風暴浪卡                | 一號戒備信號                | 熱帶風暴小熊                |
| 熱帶風暴浪卡                | 三號強風信號                | 颱風查帕卡                  |

### 澳門
| 地球物理暨氣象局 熱帶氣旋信號 | 地球物理暨氣象局 熱帶氣旋信號 | 地球物理暨氣象局 熱帶氣旋信號 |
| ----------------------------- | ----------------------------- | ----------------------------- |
| 上一熱帶氣旋                  | 一號風球                      | 下一熱帶氣旋                  |
| 強烈熱帶風暴浪卡              | 一號風球                      | 熱帶風暴小熊                  |
| 強烈熱帶風暴浪卡              | 三號風球                      | 颱風查帕卡                    |

## 外部連結
| 太平洋颱風季             |
| 主題頁 - 專題 - 編輯指南 |

- （日語）日本氣象廳首頁 （页面存档备份，存于）
- （英文）聯合颱風警報中心首頁 （页面存档备份，存于）
- （简体中文）中國國家氣象中心首頁 （页面存档备份，存于）
- （繁體中文）臺灣中央氣象局首頁 （页面存档备份，存于）
- （繁體中文）香港天文台：颱風沙德爾報告 （页面存档备份，存于）、2020年10月熱帶氣旋概述 （页面存档备份，存于）、實時天氣稿（10月22日 （页面存档备份，存于）－10月23日 （页面存档备份，存于）－10月24日 （页面存档备份，存于））
- （繁體中文）澳門地球物理暨氣象局首頁 （页面存档备份，存于）
- （英文）菲律賓大氣地球物理和天文服務管理局 惡劣天氣公告 （页面存档备份，存于）
- （泰文）泰國氣象局首頁 （页面存档备份，存于）